# Camoapa
Camoapa là một khu tự quản thuộc tỉnh Boaco, Nicaragua. Khu tự quản Camoapa có diện tích 1483 ki lô mét vuông. Đến thời điểm năm 2005, huyện Camoapa có dân số 34962 người.